# فنلدة

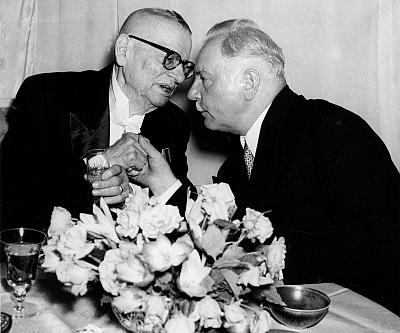

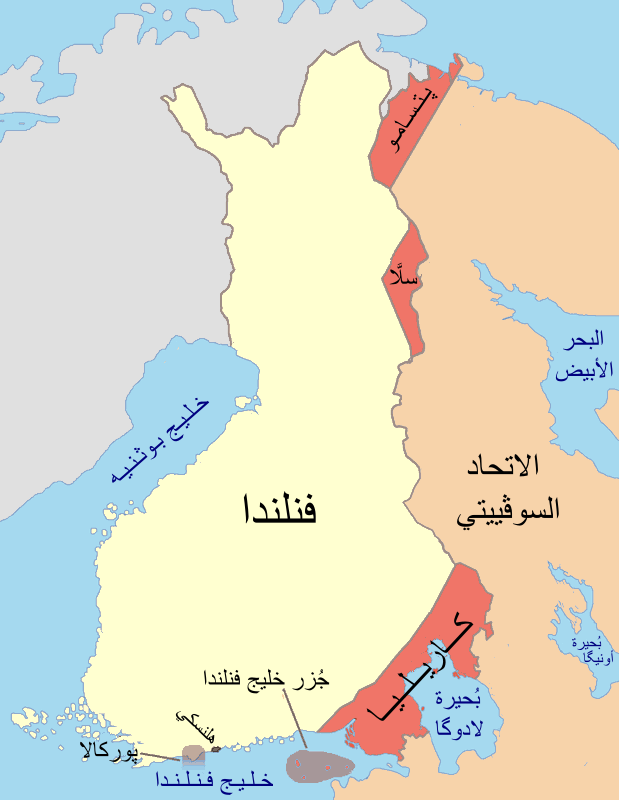

الفنلدة (بالفنلندية: suomettuminen؛ بالسويدية: finlandisering؛ بالألمانية: Finnlandisierung؛ بالإنكليزية: Finlandization) مصطلح يستخدم لوصف التأثير الذي قد يكون لبلد قوي على سياسات بلد أصغر مجاور.
تعتبر تحقيراً عموماً، منشؤه الجدل السياسي في ألمانيا الغربية في أواخر الستينات والسبعينات. لاستخدام هذا المصطلح في ألمانيا وغيرها من دول حلف شمال الأطلسي، كان يشير إلى قرار دولة ما بعدم تحدي جارٍ أقوى في السياسة الخارجية، مع الحفاظ على السيادة الوطنية. عموما، في إشارة إلى سياسات فنلندا حيال الاتحاد السوفياتي خلال الحرب الباردة، ولكن يمكن أن تشير إلى علاقات دولية مماثلة، مثل موقف الدنمارك تجاه ألمانيا بين عامي 1871 و 1940، وعلاقة الصين بتايوان منذ عام 2008.